# Alfred-Henckels-Halle
L'Alfred-Henckels-Halle è un palazzetto dello sport della città di Wuppertal in Germania. Ha una capienza di 700 posti. 
Di proprietà del Comune di Wuppertal ospita le gare casalinghe della squadra di hockey su pista della città, il Cronenberg.